# GOODBYE (清水翔太の曲)
「GOODBYE」（グッドバイ）は、2010年7月7日に発売された日本の歌手・清水翔太の7枚目のシングル。

## 概要
- 初回生産限定盤にはアルバム『Journey』収録曲の「桜」ミュージック・ビデオ、地元大阪で行ったアルバムリリースイベントから、ライブ映像2曲を収録したDVDが付いている。

## 収録曲
CD
1. GOODBYE
  - 作詞・作曲：清水翔太／編曲：Shingo.S
2. "Be With You″ duet with JOE
  - 作詞・作曲：清水翔太, Joe Thomas
3. Again feat. SHUN
  - 作詞：清水翔太, SHUN／作曲：清水翔太／編曲：MANABOON
4. GOODBYE-instrumental-

DVD
初回生産限定盤のみ
1. 2010321@My Home OSAKA Journey
2. 2010321@My Home OSAKA CREAM
3. 桜 Music Video

## タイアップ
- TBS系テレビ全国ネット「CDTV」7月度オープニングテーマ（#1）